# 上海邮政博物馆
上海邮政博物馆是中国上海市的一家博物馆，坐落于北苏州路250号上海邮政大楼内，主要由二层展厅、楼顶花园、一层中庭实物模型展区、大清邮政局场景及“未来邮政”环幕影厅组成。馆名由前中共中央总书记兼国家主席江泽民題写。
2003年起，上海邮政自筹资金，对上海邮政大楼进行恢复性修缮，并辟出2800平方米用于上海邮政博物馆主题陈列，2006年1月1日，上海邮政博物馆正式向社会免费开放。

## 开放时间
每周三、四、六、日，9:00——17:00，16:00以后停止进馆（国定假日另行公告）。
注：周三、四仅开放二楼展厅，一楼中庭于周六、日开放。

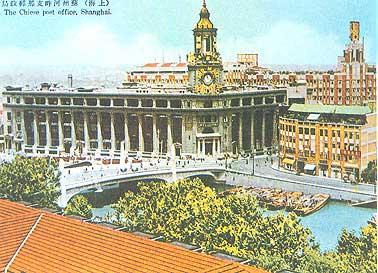
1930年代的中华邮政大厦（今上海邮政局）